# 화령장 전투

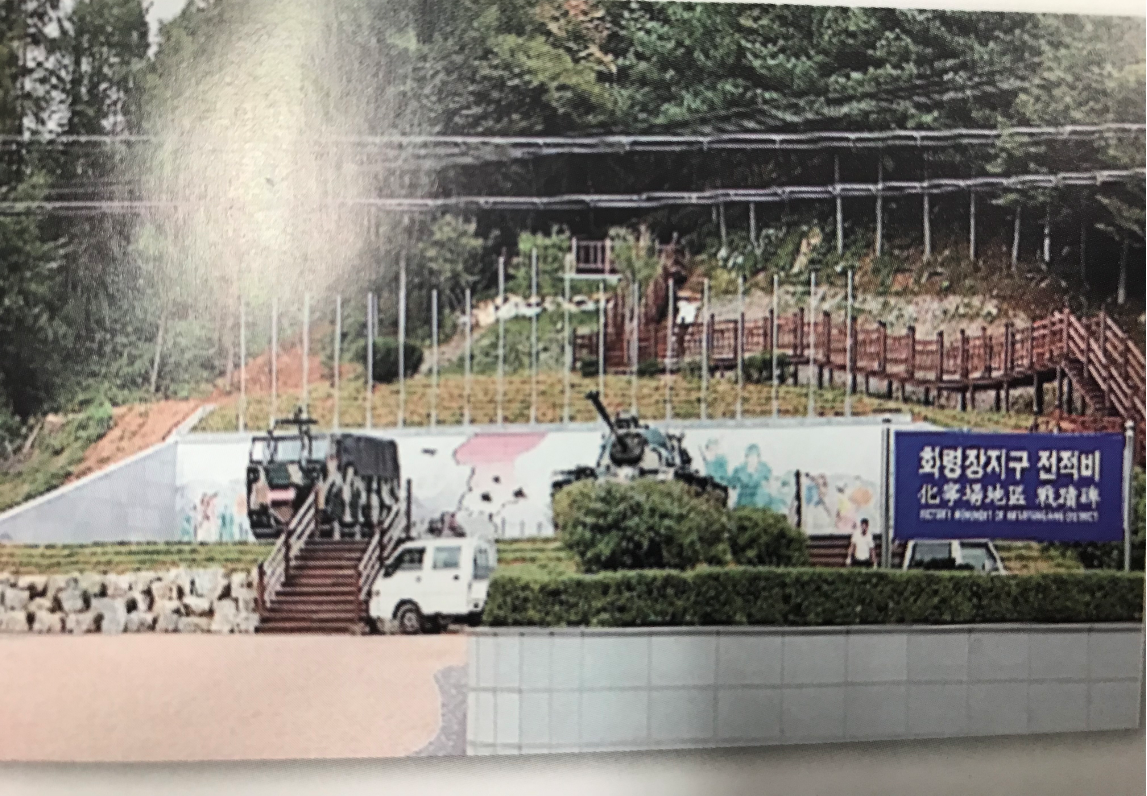
화령장은 현 행정구역으로 경북 상주시 화서면의 면소재지에 있는 산봉리의 마을이름이다. 화령장은 태백산맥에서 서쪽으로 뻗은 소백산맥 중간지대이며 해발 1000 m의 산악지대로 경북과 충북의 경계지역에 위치해 있다.

화령장 전투(Battle of Sangju Hwaryeongjang)는 한국 전쟁 초기인 1950년 7월 17일부터 7월 25일까지 국군이 소백산맥 일대에서 지연전을 실시하는 과정에서 있었던 전투이다. 북한군 제 15사단이 화령장-상주 축선으로 공격을 한다는 첩보를 입수한 육군은 급히 국군 제17연대에게 방어 임무를 부여하였고 이에 제17연대는 화령장 일대에서 매복하며 기다리고 있다가 계곡으로 남하중인 북한군 제 15사단을 기습 공격하여 적 주력 2개 연대를 격멸하였다.

## 화령장
화령장은 현 행정구역으로 경상북도 상주시 화서면 신봉리의 마을이름이며, 해발 1,000m의 산악지대로 경북과 충북의 경계지역(상주와 보은의 중간)에 위치해 있다.
도로망은 보은-화령장-상주를 잇는 25번 도로와 괴산-갈령-화령장-상주를 잇는 977번 도로가 발달되어 있었다. 화령장 주변에는 속리산, 구병산, 871고지, 봉황산, 형제봉 등 500m~1,000m 안팎의 험준한 산들이 산재해 있었다.

### 작전적 지형 평가
화령장은 한국 전쟁의 판도를 바꿀 수 있는 중요한 지형이었으나 국군 제 1군단은 괴산-상주 도로의 중요성을 크게 인식하지 못하고 있었다. 만약 북한 15사단이 최초 계획대로 기동을 실시하여 화령장-상주를 돌파하여 김천을 조기에 점령한다면 대전지역에서 혈투를 벌이고 있는 미 제 24사단 주력의 퇴로가 차단되고 각종 물자의 보급선이 차단될 뿐 아니라 미군의 전방 증원에 많은 차질을 초래하게 된다. 또한 UN군의 전선은 동서로 분리되어 차후 작전에 커다란 어려움에 직면하게 되었을 것이다.
반면 화령장에서의 승리는 제 15사단으로 하여금 작전 속도를 한단계 늦추게 하여 상주-김천-대구를 잇는 축선을 북한군이 조기 점령하는 것을 거부하였고 나아가 미8군 사령관이 계획 중인 낙동강방어선을 형성할 귀중한 시간적인 여유를 제공할 수 있었다.

## 배경
1950년 6월 25일 불법남침한 북한군은 3일만인 1950년 6월 28일 서울을 점령하고 파죽지세로 남진한다. 한국군과 미국군은‘평택-충주-울진’을 잇는 방어선을 구축하여 북한군의 진격을 저지하려 했지만 실패하고 미군은 금강 남쪽 지역으로, 한국군은 소백산맥의 '이화령-조령-죽령’지역으로 후퇴한다. 이에 북한군은 포위 섬멸 작전을 실행하기 위해 인민군 15사단을 상주지역을 통과하게 지시하였다. 이후 육군본부는 이를 대응하기 위해 ‘문경시-함창-상주’로 이어지는 지역에 방어선을 구축하려 했으며, 제1군단에 소속되어 있던 국군 제17연대가 제2군단으로 배속 전환되어, 함창으로 이동하였다.

### 북한군의 계획
7월 7일 이후 북한군의 계획은 기동력을 내세워 UN군의 소백산맥 방어선을 돌파 및 괴멸시키는 것이 계획이었다. 그렇기 위해서는 병력을 우회시켜 UN군을 포위 섬멸시킬 필요가 있었고 이를 수행하기 위해 상주를 관통하여 대전에서 전투 중인 미군 24사단을 괴멸시켜야 했다. 이렇게 된다면 인민군은 UN군이 낙동강 방어선을 형성하기도 전에 UN군의 전투력을 상실시켜 대한민국을 적화통일 시킬 수가 있게 된다.

### 육군본부의 대응 및 조치
이에 국군은 상주시 화령장 일대가 인민군에 넘어 간다면, 국군 6사단과 미군 주력의 생존성에 문제가 생길 것이라고 판단하였다. 이에 육군본부는 미24연대를 투입하기로 하였으나 24연대는 적의 포화를 못이겨 후퇴한 상황이었다. 따라서 육군본부는 1군단에 배속된 17연대를 2군단에 배속시켜 2군단의 부족한 병력 수를 보충하게 하였고 상주 지역의 방위를 명령한다. 또한 1군단에 배속된 수도사단과 야전포병 1개중대를 2군단에 베속시켜 2군단의 전투력을 높혔다.

## 전개

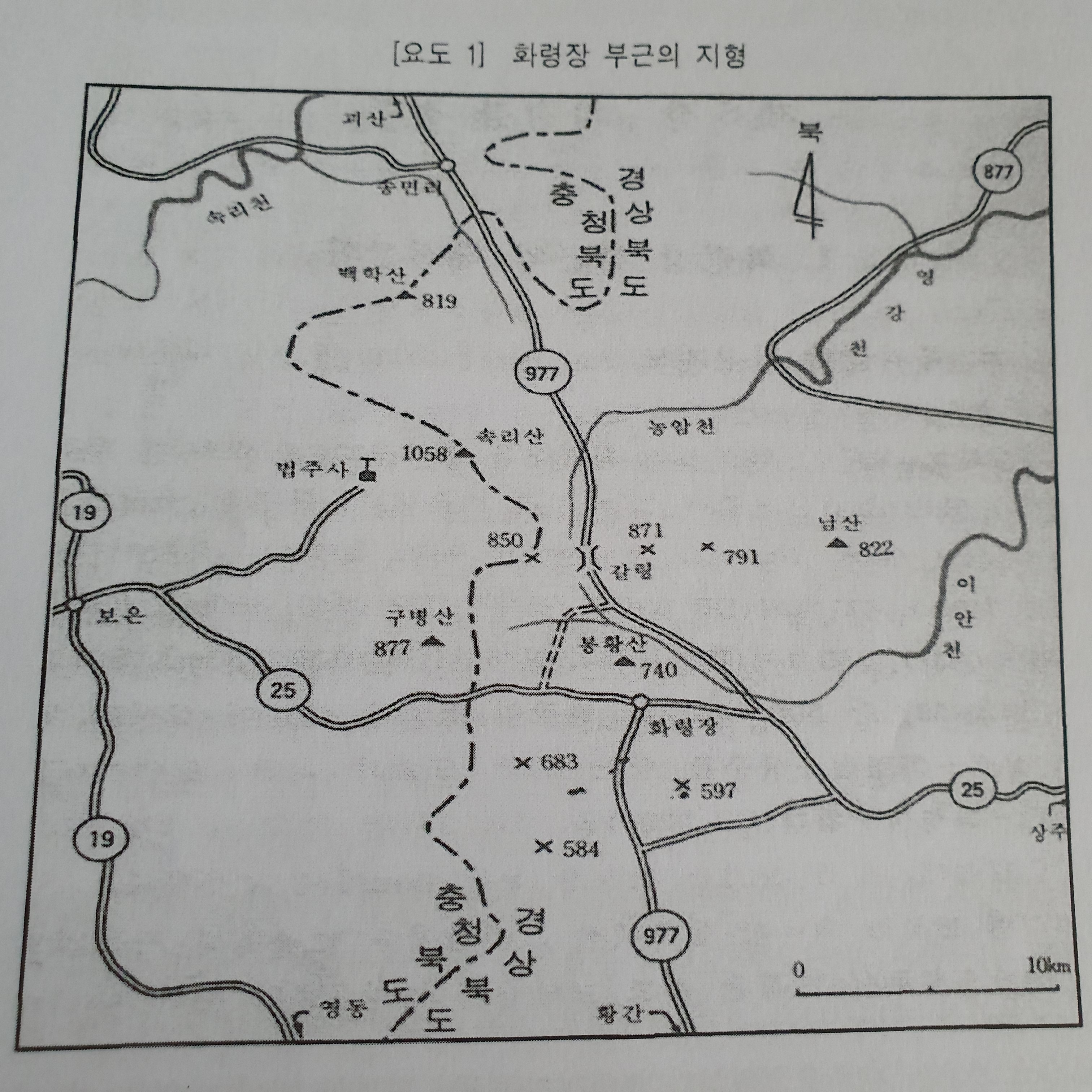
화령장 지역 지형도

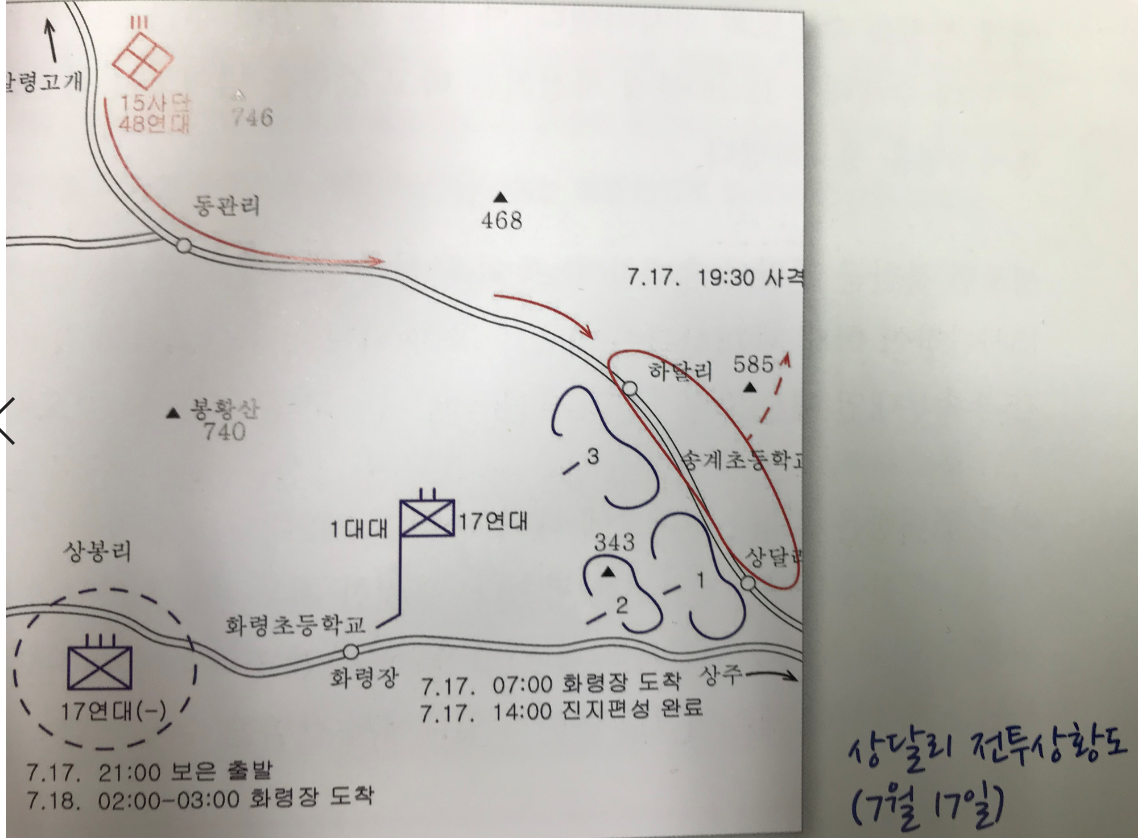
상달리 전투 상황도이다.(7월17일)

### 상곡리 전투 (상달리 전투)
수도사단에 배속되어 있던 국군 제17연대는 제2군단 지역에 적의 압력이 가중됨에 따라 7월 16일 24:00시부로 제2군단에 배속되어 17일 06:00시까지 함창에 도착해야 했다. 부상을 당해 후송된 백인엽(白仁燁) 대령을 대신해 부대를 이끌고 함창으로 향하던 국군 제17연대 부연대장 김희준(金熙濬) 중령은 보은에서 정비 중인 제 1대대(대대장 소령 이관수 육사3기, 대령 예편)를 함창으로 먼저 출발시키고, 청주에서 철수중에 있는 제2대대(대대장 소령 송호림)와 제 3대대(대대장 소령 오익경)은 집결되는 대로 즉시 후속하도록 조치하였다.
차량을 이용해 상주로 가던 제1대대는 화령장을 지날 무렵 엄봉림이라는 주민으로부터 적에 관한 신고를 받았다. 이동 중 북한군의 이동상황을 확인한 제17연대 1대대장 이관수 소령은 부대를 화령초등학교에 집결시키고 상곡리로 정찰을 나갔다. 11:00경 대대장 일행은 977번 도로상에서 자전거를 타고 북상하는 북한군 전령 1명을 생포하여 심문한 결과 그의 소속은 북한군 제 15사단 제 48연대(연대장 대좌 김치규)이고, 연대의 임무는 상주를 점령하는 것이며, 연대의 주력부대가 이날 오후에 선발대를 후속하여 상주로 진출하며, 금곡리 일대에서 휴식할 에정이라는 것을 알게 되었다.
대대장의 명령에 따라 각 중대는 14:00경에 진지구축 및 위장 등 전투준비를 완료하였다. 북한군 제 15사단 제 48연대는 도보부대와 더불어 40여 대의 우마차에 각종 포와 탄약을 실고 남하하여 상곡리 일대에서 휴식을 취하였다. 제17연대는 상곡리(상달.금곡 등 6개 자연부락을 합한 행정동 이름) 일대에서 대대단위 매복작전으로 북한군 제15사단 제 48연대에 섬멸적 타격을 가하였다. 17-18일 양일간의 치열하게 전개된 전투에서 국군은 북한군 250여명을 사살하고 30여명을 생포하였으며, 박격포 20문, 45밀리 대전차포 7문, 소총 1,200여 정 그리고 다량의 통신장비와 군수품을 노획하는 전과를 올렸다.

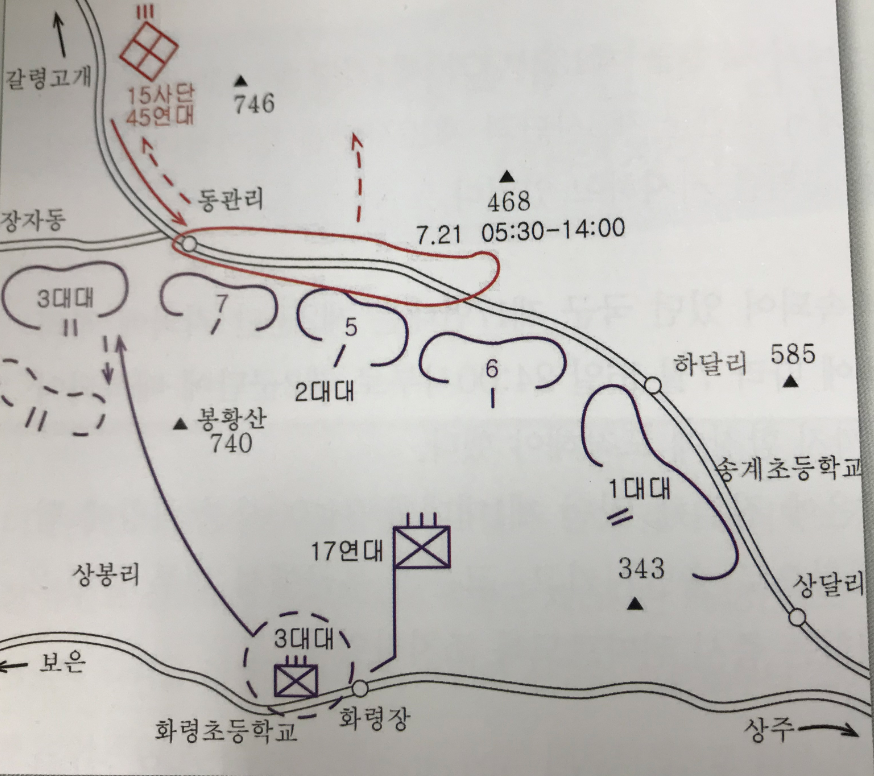
동관리 전투 상황도이다.(7월21일)

### 동관리 전투
7월 18일 제17연대의 정찰 명령에 의거하여 연대 정보주임 유창훈(육사 5기, 소장 예편) 대위가 인솔하는 수색대가 갈령을 수색 정찰하는 과정에서 12:30분경 자전거를 타고 갈령을 넘어오는 적병 2명을 생포하였다. 이들은 북한군 제 15사단장 박성철 소장이 제 48연대장 김치구 중좌에게 보내는 전령으로서 2통의 문서를 휴대하고 있었다. 1통은 북한군 제 15사단장이 제 48연대장에게 중간보고를 독촉하는 내용이었고, 다른 1통은 작전명령서로써 후속하는 제 45연대(연대장 대좌 이철룡)와 함께 김천방향으로 진출할 준비를 갖추라는 내용이었다. 이 노획문서를 통해 북한군이 그들의 제 48연대가 격멸된 사실을 아직 모르고 있다는 것과 제 45연대도 곧 이곳을 통과할 것임을 알게 된 제17연대장은 후속하게 될 제 45연대마저 포착 섬멸하기로 결심하였다. 예비인 2대대(대대장 소령 송호림)를 봉황산 북쪽으로 진출시켜 후속하는 적을 매복 공격하도록 하고, 제 1대대는 상곡리의 원위치를 확보토록 하여 잔적 준동에 대비하였으며, 제 3대대는 연대의 예비로서 화령장에 집결하도록 하였다. 그곳은 바로 아래에 도로, 맞은 편에는 740고지, 468고지 등 높은 산이 있어 급한 경사로 인해 지역에 들어오는 적은 절대 도망칠 수 없는 국군에겐 최상의 매복지역이었다.
제 2대대 병력은 화령장에서 봉황산 동측능선을 넘어 동관리로 진출하여 20:00경부터 좌로부터 제 7중대, 제 5중대, 제 6중대 순으로 배치하였다. 제 7중대의 1개 소대를 746고지 와지선에 배치하고 중화기 중대의 기관총 소대는 중대 간의 간격을 메무도록 하였다. 81밀리 박격포는 갈령 쪽을 사격할 수 있도록 하였으며 대대관측소는 대대 전 지역을 내려다 볼 수 있는 봉황산 5부 능선에 설치하였다.
7월 19일 오후, 제2대대는 기습공격으로 적 보급 우마차 10여대를 격파하였다. 7월 21일 05:30경 갈령방향에서 제2대대장 송호림 소령은 7중대장으로부터 적이 나타났다는 무전을 받고 사격명령을 함에 따라 새벽녘 봉황산에서 교전이 일어났다. 대대는 북쪽 갈령 방향에는 81밀리 박격포로 사격하고 중대 간에는 중기관총으로 교차 사격을 하며 도로 건너의 개활지와 산에는 중대의 60밀리 박격포로 제압할 수 있도록 하였다. 08:00경 977번 도로 위와 논바닥에는 시체와 장비가 널려 있었다. 제 2대대장은 자신은 대대관측소에서 빨간 수기로 부대를 지휘하였고, 제 6중대로 하여금 잔적소탕을 하도록 지시하였다. 제 2대대가 7월 21일 14:00경 소탕작전을 끝낸 결과, 적 사살 356명, 포로 26명, 박격포 16문, 반전차포 2문, 기관총 53정, 소총 186정, 무전기 1대, 전화기 1대 등의 전과를 올렸다. 반면 2대대는 전사 4명, 부상 30명의 피해를 입었다.
이후 북한군 제15사단은 강력한 포병 사격과 함께 역습을 감행하여 왔지만 제17연대는 이날 상주에서 화령장으로 북상한 미 제25사단 제24연대 제2대대와 함께 이를 훌륭히 방어해 냈다.

### 북한군의 장자동 일대 공격
15사단 예하 2개 연대의 전투력이 와해된 북한군은 977번 도로 좌우측인 장자동과 동관리를 연결하는 선에 병력을 재배치하고 화령장 일대에 대해 다량의 포병 공격을 실시하였다. 국군은 화령장을 통한 적의 상주점령 기도를 사전에 분쇄하기는 했으나, 이미 대전이 함락됨에 따라 전선을 재조정해야만 했다. 이에 따라 국군 제17연대를 대구로 이동시키고, 보은에 있던 국군 제 1사단을 화령장 지역으로 투입하여 북한군과 대치하게 하였다. 국군 제 1사단은 7월 23일부터 7월 25일까지 갈령과 장자동 일대에서 격전을 벌이며 북한군의 진출을 저지하였다.

## 의의 및 평가

### 화령장 전투의 결과와 의의

#### 북한군의 전략 기도 저지
북한군은 아군의 주력을 대전과  소백산맥 줄기의 동남부에서 각개 포위 소멸하고 그 여세로 일거에 대구 점령 및 낙동강선으로 진출하고자 하였다. 그리고 낙동강을 도하하여 UN군 격멸에 유리한 조건을 형성하려고 했다.
이때 국군은 북한군을 저지 격멸함으로써 북한군의 계획을 흔들어 놓았다. 화령장에서 북한군 15사단을 격멸하지 못했더라면 UN군은 동서로 분리되어 차후 작전에 많은 어려움을 겪어야 했을 것이다. 또한 김천-대구 축선을 조기에 확보하여 UN군의 낙동강방어선 형성을 방해하려는 북한군의 전략기도를 와해할 수 있었다.

#### 국군과 미8군의 재편성 및 조정 시간 획득
화령장 전투의 승리로 약 1주일간의 귀중한 시간을 획득함으로써 UN군의 전선 조정에 결정적인 기여를 하였다. UN군은 대전 전투에서 미 제 24사단이 패배한 이후 낙동강 방어선을 조기에 준비하기 위해 전선을 조정하고 국군과 미 8군의 재편성을 실시하였다. 이 당시 국군은 2개 군단, 5개 사단으로 재편성되었고 함창-예천-안동 북방-영덕을 연하는 선에서 낙동강선을 고수하기로 결정하였다.
미 8군 역시 제 24사단은 의성, 군위지역에서 재편성하게 하였고 제 25사단을 상주지역에 배치하여 국군을 증원하도록 조치하였다.

#### 낙동강 방어선 형성에 기여
화령장 전투의 승리는 곧바로 낙동강 방어선을 위한 귀중한 시간을 확보하는데 큰 기여를 하였다. 당시 부산교두보 확보는 국가의 운명을 좌우하는 중요한 문제였기 때문에 UN군은 후퇴를 계속하면서 미 본토로부터 증원군 전개를 위한 시간과 낙동강 방어선 구축을 위한 시간을 확보하기 위해 가용한 모든 노력을 경주하였다. 미 8군 사령관 워커 장군은 UN군이 병력 증원을 위해 고심하였고 UN군 사령관 맥아더 원수가 인천 상륙 작전에 편성 예정했던 미 제 1해병사단과 제 2사단을 즉각 낙동강 전투에 투입하기로 결정할 정도로 긴박한 상황이었다.

### 승리의 요인

#### 지속적인 정보 수집 및 활용
화령장 전투는 정보의 원칙을 잘 적용한 성공적인 전례이다. 국군은 적의 실체와 작전지역 정보 뿐만 아니라 민·관의 다양한 정보환경을 이용하였다. 제17연대 1대대장은 상급부대의 첩보를 입수하고 수색매복을 활용해 이동중인 적군 전령을 포획하여 귀중한 적 부대의 이동계획을 획득하였다. 도한 지역 주민들에게 도움을 요청하고 함께 현지 정찰을 실시하였다. 이처럼 긴박한 상황 속에서도 수집된 첩보를 토대로 상황을 실시간으로 전파함과 동시에 매복진지를 준비하여 성공적인 기습공격을 달성할 수 있었다.

#### 지형을 이용한 기습공격
제17연대장은 적에게 획득한 첩보를 가지고 매복을 준비하고 북한군에게 기습공격을 실시하여 적 연대 병력을 2차례에 걸쳐 섬멸하였다. 절대 병력에서는 아군이 불리했지만 완전 기도비닉을 유지하고 적의 주력부대가 경계를 늦출 때까지 기다린 후에 기습 공격을 실시하였고, 이로 인해 아군의 피해는 최소화되었다.

#### 철저한 지휘통제
제17연대 1대대장은 매복진지를 주도면밀하게 준비하고 기도비닉과 함께 철저한 사격군기를 유지함으로써 적 48연대의 주력부대를 적시에 섬멸할 수 있었다. 특히 기습을 위해 3시간 넘게 기다리는 등 철저한 사격 통제를 실시하였기에 아군의 피해를 최소화하면서 최대의 전과를 올렸다. 2대대장 역시 자신의 동의 없이 사격을 한 중대장들을 문책하며 엄격한 사격 군기를 강조하였다. 이로 인해 적의 움직임을 추적하면서 적을 매복 지점 앞까지 유인시켜 성공적으로 적을 섬멸한다.

### 기록
제17연대는 건군 이래 국군에서 두번째로 부대 전 장병 일계급 특진 기록을 세웠다.

## 화령장전투전승기념관
화령장전투전승기념관(도로명주소: 상주시 화서면 문장로 288)은 화령장 전투 승리를 기념하기 위해 상주시 화서면 하송리에 세워진 기념관이다.
화령장전투전승기념관
- 건물 전경
- 공습예고 삐라
- 지도
- 중화기. 좌측 상단부터 2.36인치 로켓발사기, 3.5인치 로켓발사기, M2 브라우닝 중기관총, RPG-2 대전차 로켓발사기, PM M1910 기관총
- 남북한의 무기. 좌측 상단부터 M1 개런드, M1 카빈, M3 기관단총, 톰슨 기관단총, 모신나강, 토카레프 SVT-40 반자동소총, PPS-43, PPSh-41, 덱탸료프 보병기관총
- 17연대 관련 기록물
- M1소총 가늠자 형상
- 참전용사비
- 화령장전투전승기념관 앞 도로 화령장전투전승로

## 참고 문헌
- 화령장 전투의 군사적 재조명과 의의(軍史 : 第73號, 2009, 장삼열, p101-140)
- 우리가 겪은 6.25전쟁2(대한민국육군협회, p62-81)